# Grand Prix-wegrace van Duitsland 1962
De Grand Prix-wegrace van Duitsland 1962 was de vijfde Grand Prix van het wereldkampioenschap wegrace in het seizoen 1962. De races werden verreden op 15 juli 1962 op de Solitudering, een stratencircuit in het westelijk deel van Stuttgart. De 350cc-klasse en de 500cc-klasse kwamen niet aan de start. De zijspanklasse sloot haar seizoen hier af, waardoor ook de wereldtitel beslist werd.

## Algemeen
De Duitse Grand Prix op de Solitudering werd gecombineerd met een onofficiële Formule 1-race, die werd gewonnen door Dan Gurney met een Porsche.

## 250cc-klasse
Jim Redman won zijn vierde race in de 250cc-klasse met slechts 0,1 seconde verschil voor Bob McIntyre. Kenjiro Tanaka werd wel derde, maar met bijna anderhalve minuut achterstand. McIntyre had eigenlijk moeten winnen om het WK echt spannend te houden. Hij zou nog 32 punten kunnen scoren, maar moest er door de streepresultaten weer 24 inleveren. Dat kon hem nog op 46 punten brengen, twee meer dan Redman op dit moment had. Die twee punten zou Redman niet meer goed kunnen maken, want zijn tweede plaatsen zouden allemaal weggestreept worden.
| Pos | Coureur           | Merk       | Tijd     | Punten |
| --- | ----------------- | ---------- | -------- | ------ |
| 1   | Jim Redman        | Honda      | 51"41"8  | 8      |
| 2   | Bob McIntyre      | Honda      | +0'1     | 6      |
| 3   | Kenjiro Tanaka    | Honda      | +1"28"5  | 4      |
| 4   | Günter Beer       | Adler      | +1"29"9  | 3      |
| 5   | Arthur Wheeler    | Moto Guzzi | +1 ronde | 2      |
| 6   | Michael Schneider | NSU        | +1 ronde | 1      |

| Coureur         | Merk  | Oorzaak   |
| --------------- | ----- | --------- |
| Tom Phillis (†) | Honda | Overleden |

| Coureur              | Merk      |
| -------------------- | --------- |
| Enrique Dietrich     | Aermacchi |
| Jorge Terengo        | Ducati    |
| Raúl Kaiser          | NSU       |
| Marcel Toussaint     | Benelli   |
| Pierrot Vervroegen   | Aermacchi |
| Frank Perris         | Suzuki    |
| Luigi Taveri         | Honda     |
| Werner Musiol        | MZ        |
| Hans-Otto Butenuth   | NSU       |
| Benjamin Savoye      | Mondial   |
| Jean-Pierre Beltoise | Morini    |
| Alan Shepherd        | Aermacchi |
| Bill Smith           | Bianchi   |
| Campbell Donaghy     | Ducati    |
| Dan Shorey           | Bultaco   |
| Derek Minter         | Honda     |
| Mike Hailwood        | Benelli   |
| Stuart Graham        | Aermacchi |
| Tommy Robb           | Honda     |
| Alberto Pagani       | Aermacchi |
| Gilberto Milani      | Aermacchi |
| Paolo Campanelli     | Benelli   |
| Tarquinio Provini    | Morini    |
| Umberto Masetti      | Morini    |
| Moto Kitano          | Honda     |
| Cas Swart            | Honda     |
| Nikolaj Sevast'ânov  | CKEB      |
| Carlos Marfetan      | Parilla   |

### Top tien tussenstand 250cc-klasse
| Pos | Coureur           | Merk       | Ptn |
| --- | ----------------- | ---------- | --- |
| 1   | Jim Redman        | Honda      | 44  |
| 2   | Bob McIntyre      | Honda      | 32  |
| 3   | Tom Phillis (†)   | Honda      | 12  |
| 4   | Derek Minter      | Honda      | 8   |
| 4   | Arthur Wheeler    | Moto Guzzi | 8   |
| 6   | Dan Shorey        | Bultaco    | 7   |
| 7   | Günter Beer       | Adler      | 6   |
| 8   | Alberto Pagani    | Aermacchi  | 4   |
| 8   | Tarquinio Provini | Morini     | 4   |
| 8   | Luigi Taveri      | Honda      | 4   |
| 8   | Kenjiro Tanaka    | Honda      | 4   |

## 125cc-klasse
Met zijn overwinning in de 125cc-race deed Luigi Taveri goede zaken, temeer omdat zijn grootste concurrent Jim Redman niet scoorde. Tommy Robb klom door zijn derde plaats naar dezelfde positie in de WK-stand, ten koste van Kunimitsu Takahashi, die het seizoen niet afmaakte. Redman kon theoretisch nog wereldkampioen worden door alle vijf volgende races te winnen.
| Pos | Coureur       | Merk    | Tijd    | Punten |
| --- | ------------- | ------- | ------- | ------ |
| 1   | Luigi Taveri  | Honda   | 45"27"9 | 8      |
| 2   | Tommy Robb    | Honda   | +14"3   | 6      |
| 3   | Mike Hailwood | EMC     | +26"6   | 4      |
| 4   | Bob McIntyre  | Honda   | +34"7   | 3      |
| 5   | John Grace    | Bultaco |         | 2      |
| 6   | Hugh Anderson | Suzuki  |         | 1      |

| Coureur             | Merk  | Oorzaak   |
| ------------------- | ----- | --------- |
| Tom Phillis (†)     | Honda | Overleden |
| Kunimitsu Takahashi | Honda | Gestopt   |

| Coureur           | Merk    |
| ----------------- | ------- |
| Jorge Kissling    | Bultaco |
| Limburg Moreira   | Bultaco |
| Marzillo Chizzini | Bultaco |
| Pedro Rosenthal   | Tohatsu |
| Raúl Kissling     | DKW     |
| Frank Perris      | Suzuki  |
| Stanislav Malina  | ČZ      |
| Hans Fischer      | MZ      |
| Klaus Enderlein   | MZ      |
| Werner Musiol     | MZ      |
| Ernst Degner      | Suzuki  |
| Jukka Petäjä      | MZ      |
| Alan Shepherd     | MZ      |
| Alistair King     | Bultaco |
| Derek Minter      | Honda   |
| Rex Avery         | EMC     |
| Alberto Pagani    | Honda   |
| Francesco Villa   | Mondial |
| Giuseppe Visenzi  | Ducati  |
| Mitsuo Itoh       | Suzuki  |
| Sadao Shimazaki   | Honda   |
| Teisuke Tanaka    | Honda   |
| Jim Redman        | Honda   |
| Paddy Driver      | EMC     |

### Top tien tussenstand 125cc-klasse
| Pos | Coureur             | Merk   | Ptn |
| --- | ------------------- | ------ | --- |
| 1   | Luigi Taveri        | Honda  | 39  |
| 2   | Jim Redman          | Honda  | 26  |
| 3   | Tommy Robb          | Honda  | 20  |
| 4   | Kunimitsu Takahashi | Honda  | 16  |
| 5   | Mike Hailwood       | EMC    | 12  |
| 6   | Ernst Degner        | Suzuki | 5   |
| 6   | Rex Avery           | EMC    | 5   |
| 8   | Tom Phillis (†)     | Honda  | 4   |
| 8   | Paddy Driver        | EMC    | 4   |
| 10  | Derek Minter        | Honda  | 3   |
| 10  | Bob McIntyre        | Honda  | 3   |

## 50cc-klasse
Met zijn vierde overwinning op rij was Ernst Degner nu bijna zeker van de wereldtitel. Hans Georg Anscheidt zou nog vier races moeten winnen. Als hij dat deed zou Degner zich niet meer kunnen verdedigen: zijn tweede plaatsen zouden deels weggestreept moeten worden. Ook Luigi Taveri en Jan Huberts konden theoretisch nog wereldkampioen worden.
| Pos | Coureur              | Merk     | Tijd    | Punten |
| --- | -------------------- | -------- | ------- | ------ |
| 1   | Ernst Degner         | Suzuki   | 34"16"8 | 8      |
| 2   | Hans Georg Anscheidt | Kreidler | +23"0   | 6      |
| 3   | Mitsuo Itoh          | Suzuki   | +38"6   | 4      |
| 4   | Luigi Taveri         | Honda    |         | 3      |
| 5   | Seiichi Suzuki       | Suzuki   |         | 2      |
| 6   | Michio Ichino        | Suzuki   |         | 1      |

| Coureur             | Merk  | Oorzaak |
| ------------------- | ----- | ------- |
| Kunimitsu Takahashi | Honda | Gestopt |

| Coureur             | Merk     |
| ------------------- | -------- |
| Günter Beer         | Kreidler |
| Wolfgang Gedlich    | Kreidler |
| José Maria Busquets | Derbi    |
| Dan Shorey          | Kreidler |
| Tommy Robb          | Honda    |
| Isao Morishita      | Suzuki   |
| Teisuke Tanaka      | Honda    |
| Jan Huberts         | Kreidler |
| Hugh Anderson       | Suzuki   |

### Top tien tussenstand 50cc-klasse
| Pos | Coureur              | Merk     | Ptn |
| --- | -------------------- | -------- | --- |
| 1   | Ernst Degner         | Suzuki   | 32  |
| 2   | Hans Georg Anscheidt | Kreidler | 27  |
| 3   | Luigi Taveri         | Honda    | 21  |
| 4   | Jan Huberts          | Kreidler | 15  |
| 5   | Seichi Suzuki        | Suzuki   | 10  |
| 6   | Tommy Robb           | Honda    | 9   |
| 6   | Mitsuo Itoh          | Suzuki   | 9   |
| 8   | Kunimitsu Takahashi  | Honda    | 7   |
| 9   | José Maria Busquets  | Derbi    | 6   |
| 9   | Wolfgang Gedlich     | Kreidler | 6   |

## Zijspanklasse
Als Florian Camathias in Duitsland zou winnen zou hij wereldkampioen worden, want een eventuele tweede plaats van Max Deubel zou als streepresultaat verdwijnen. Zo ver liet Deubel het echter niet komen. Hij won met een ruime voorsprong op Camathias en werd wereldkampioen. Fritz Scheidegger werd derde en passeerde daardoor Otto Kölle in de WK-eindstand.
| Pos | Coureur           | Bakkenist       | Merk | Tijd    | Punten |
| --- | ----------------- | --------------- | ---- | ------- | ------ |
| 1   | Max Deubel        | Emil Hörner     | BMW  | 43"29"8 | 8      |
| 2   | Florian Camathias | Harry Winter    | BMW  | +47"4   | 6      |
| 3   | Fritz Scheidegger | John Robinson   | BMW  | +2"13"8 | 4      |
| 4   | Claude Lambert    | Alfred Herzig   | BMW  |         | 3      |
| 5   | August Rohsiepe   | Lothar Böttcher | BMW  |         | 2      |
| 6   | Georg Auerbacher  | Eduard Dein     | BMW  |         | 1      |

| Coureur               | Bakkenist           | Merk      |
| --------------------- | ------------------- | --------- |
| Edgar Strub           | Gottfried Rüfenacht | BMW       |
| Arsenius Butscher     | Heiner Vester       | BMW       |
| Heinz Luthringshauser | Horst Knopp         | BMW       |
| Otto Kölle            | Dieter Hess         | BMW       |
| Chris Vincent         | Eric Bliss          | BSA       |
| Colin Seeley          | Wally Rawlings      | Matchless |
| Eric Pickup           | Ray Lindsay         | BMW       |
| Harold Scholes        | Keith Scott         | BMW       |

### Top tien eindstand zijspanklasse
| Pos. | Coureur           | Bakkenist                     | Motorfiets | Ptn.    |
| ---- | ----------------- | ----------------------------- | ---------- | ------- |
| 1    | Max Deubel        | Emil Hörner                   | BMW        | 30 (34) |
| 2    | Florian Camathias | Horst Burkhardt/ Harry Winter | BMW        | 26      |
| 3    | Fritz Scheidegger | John Robinson                 | BMW        | 18      |
| 4    | Otto Kölle        | Dieter Hess                   | BMW        | 17      |
| 5    | Chris Vincent     | Eric Bliss                    | BSA        | 13      |
| 6    | Claude Lambert    | Alfred Herzig                 | BMW        | 9 (10)  |
| 7    | August Rohsiepe   | Lothar Böttcher               | BMW        | 7       |
| 8    | Edgar Strub       | Gottfried Rüfenacht           | BMW        | 5       |
| 9    | Colin Seeley      | Wally Rawlings                | Matchless  | 4       |
| 10   | Arsenius Butscher | Heiner Vester                 | BMW        | 3       |

1925 · 1926 · 1927 · 1928 · 1929 · 1930 · 1931 · 1933 · 1934 · 1935 · 1936 · 1937 · 1938 · 1939 · 1949 · 1950 · 1951 · 1952 · 1953 · 1954 · 1955 · 1956 · 1957 · 1958 · 1959 · 1960 · 1961 · 1962 · 1963 · 1964 · 1965 · 1966 · 1967 · 1968 · 1969 · 1970 · 1971 · 1972 · 1973 · 1974 · 1975 · 1976 · 1977 · 1978 · 1979 · 1980 · 1981 · 1982 · 1983 · 1984 · 1985 · 1986 · 1987 · 1988 · 1989 · 1990 · 1991 · 1992 · 1993 · 1994 · 1995 · 1996 · 1997 · 1998 · 1999 · 2000 · 2001 · 2002 · 2003 · 2004 · 2005 · 2006 · 2007 · 2008 · 2009 · 2010 · 2011 · 2012 · 2013 · 2014 · 2015 · 2016 · 2017 · 2018 · 2019 · 2021 · 2022 · 2023 · 2024 · 2025